# Ariadaeus (cràter)

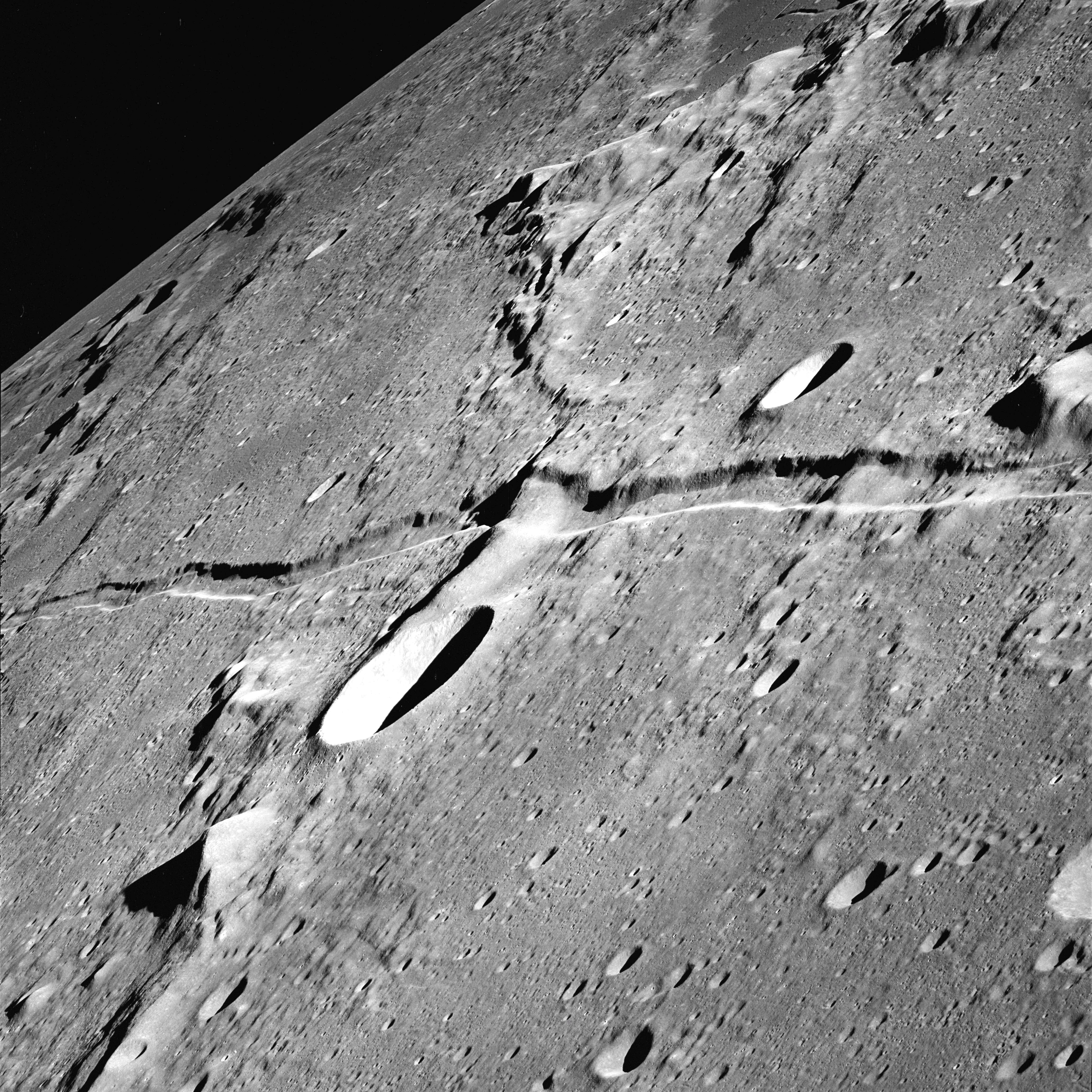
Vista obliqua des de l'Apol·lo 10, amb el cràter Silberschlag a baix a l'esquerra i la Rima Ariadaeus estenent-se cap a l'horitzó

Ariadaeus és un petit cràter d'impacte lunar en forma de bol, situat en les costes occidentals de la Mare Tranquillitatis. Es troba al nord del cràter Dionís, i a l'oest-sud-oest de Aragó. El cràter està unit al llarg de la vora nord-est amb l'Ariadaeus A una mica més petit, formant-hi un cràter doble.

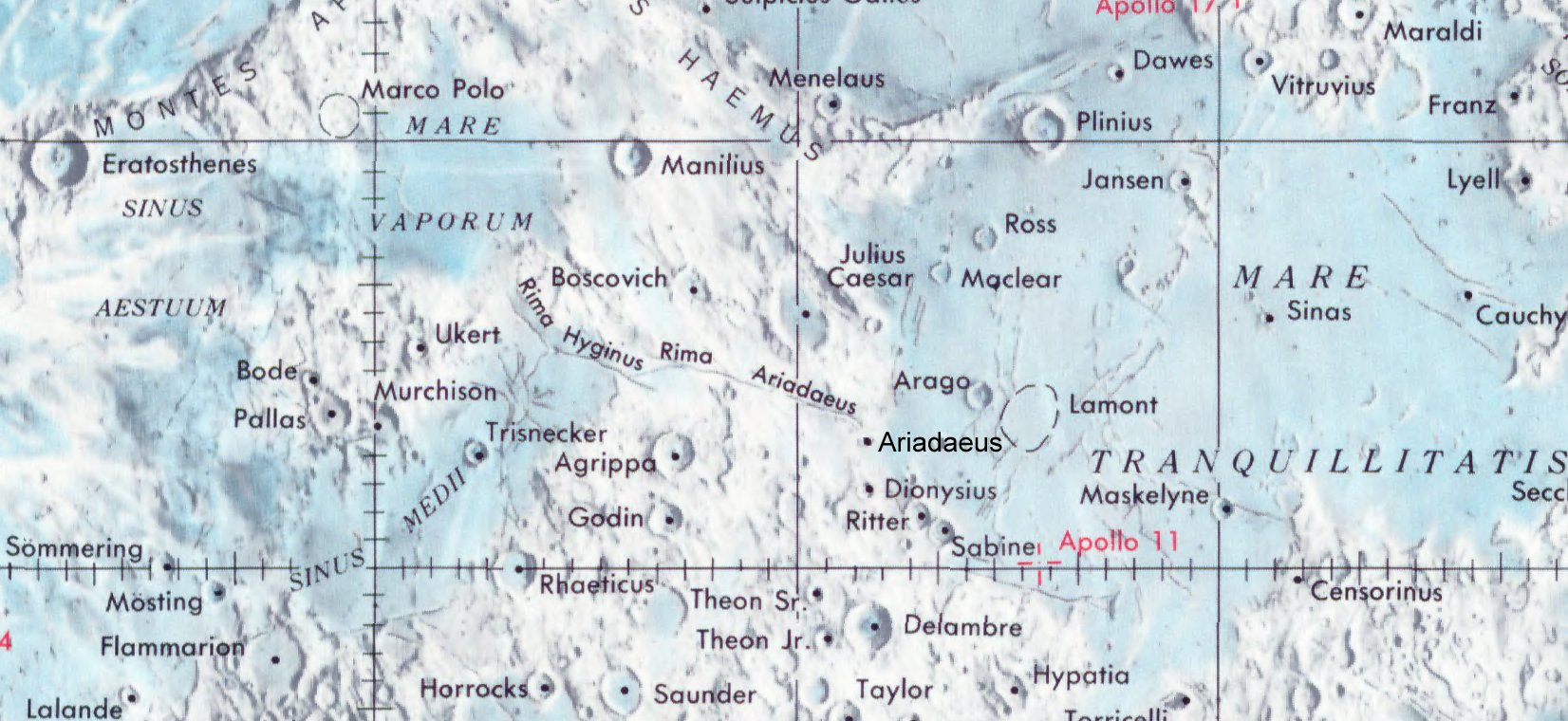
Localització d'Ariadaeus al centre de la imatge.

Aquest cràter marca el punt oriental de la Rima Ariadaeus. Aquesta àmplia esquerda s'estén en una línia gairebé recta cap a l'oest-nord-oest, passant just al nord del cràter Silberschlag. Altres sistemes d'esquerdes es troben als voltants, incloent-hi les Rimae Ritter al sud-est i les Rimae Sosígenes al nord-est.

El cràter va ser nomenat en honor de Filip III de Macedònia (denominat Arrideu en els textos clàssics).
|  |  |

## Cràters satèl·lit

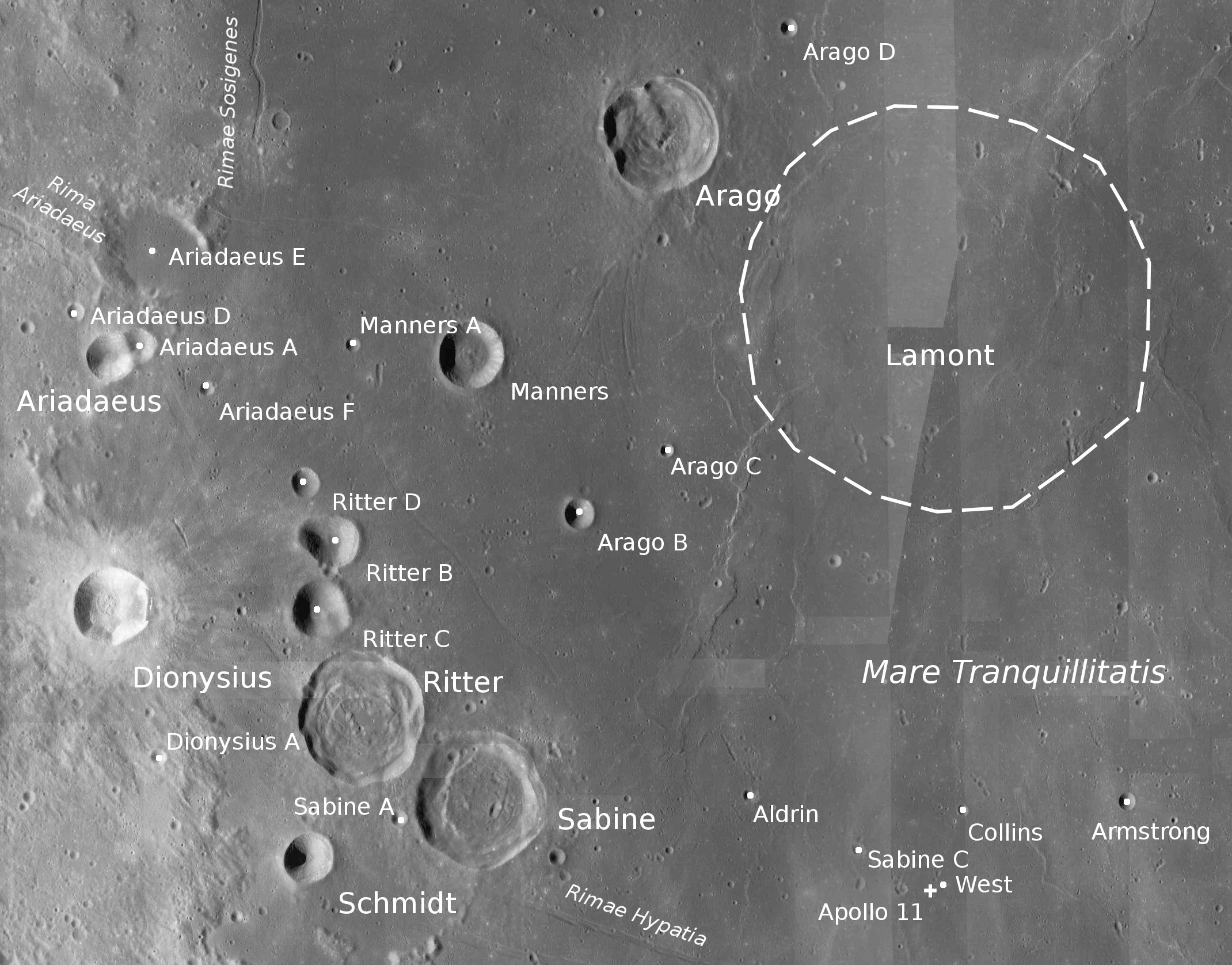
Fotografia de la missió Lunar Reconnaissance Orbiter

Per convenció aquests elements són identificats en els mapes lunars posant la lletra en el costat del punt central del cràter que està més prop de Ariadaeus.
|           | \| Ariadaeus \| Coordenades \| Diàmetre \| \| --------- \| ---------------------------------- \| -------- \| \| A \| 4° 36′ N, 17° 30′ E / 4.6°N,17.5°E \| 8 km \| \| B \| 4° 54′ N, 15° 00′ E / 4.9°N,15.0°E \| 8 km \| \| D \| 4° 54′ N, 17° 00′ E / 4.9°N,17.0°E \| 4 km \| \| E \| 5° 18′ N, 17° 42′ E / 5.3°N,17.7°E \| 24 km \| \| F \| 4° 24′ N, 18° 00′ E / 4.4°N,18.0°E \| 3 km \| |          |
| Ariadaeus | Coordenades | Diàmetre |
| A         | 4° 36′ N, 17° 30′ E / 4.6°N,17.5°E | 8 km     |
| B         | 4° 54′ N, 15° 00′ E / 4.9°N,15.0°E | 8 km     |
| D         | 4° 54′ N, 17° 00′ E / 4.9°N,17.0°E | 4 km     |
| E         | 5° 18′ N, 17° 42′ E / 5.3°N,17.7°E | 24 km    |
| F         | 4° 24′ N, 18° 00′ E / 4.4°N,18.0°E | 3 km     |

### Altres referències
- (WGPSN), IAU Working Group for Planetary System Nomenclature. «Gazetteer of Planetary Nomenclature. 1:1 Million-Scale Maps of the Moon» (en anglès).  UAI / USGS, 13-02-2013. [Consulta: 6 abril 2016].
- Andersson, L. E.; Whitaker, E. A.,. NASA Catalogue of Lunar Nomenclature (en anglès).  NASA RP-1097, 1982.
- Blue, Jennifer. «Gazetteer of Planetary Nomenclature» (en anglès).  USGS, 25-07-2007. [Consulta: 2 gener 2012].
- Bussey, B.; Spudis, P.. The Clementine Atlas of the Moon (en anglès).  Nueva York: Cambridge University Press, 2004. ISBN 0-521-81528-2.
- Cocks, Elijah E.; Cocks, Josiah C.. Who's Who on the Moon: A Biographical Dictionary of Lunar Nomenclature (en anglès).  Tudor Publishers, 1995. ISBN 0-936389-27-3.
- McDowell, Jonathan. «Lunar Nomenclature» (en anglès).   Jonathan's Space Report, 15-07-2007. [Consulta: 2 gener 2012].
- Menzel, D. H.; Minnaert, M.; Levin, B.; Dollfus, A.; Bell, B. «Report on Lunar Nomenclature by The Working Group of Commission 17 of the IAU» (en anglès). Space Science Reviews, 12, 1971, pàg. 136.
- Moore, Patrick. On the Moon (en anglès).  Sterling Publishing Co, 2001. ISBN 0-304-35469-4.
- Price, Fred W. The Moon Observer's Handbook (en anglès).  Cambridge University Press, 1988. ISBN 0521335000.
- Rükl, Antonín. Atlas of the Moon (en anglès).  Kalmbach Books, 1990. ISBN 0-913135-17-8.
- Webb, Rev. T. W.. Celestial Objects for Common Telescopes, 6ª edición revisada (en anglès).  Dover, 1962. ISBN 0-486-20917-2.
- Whitaker, Ewen A. Mapping and Naming the Moon (en anglès).  Cambridge University Press, 2003. 978-0-521-54414-6.
- Wlasuk, Peter T. Observing the Moon (en anglès).  Springer, 2000. ISBN 1-85233-193-3.